# Деймос (спътник)
 Тази статия е за спътника.  За бог Деймос вижте Деймос (митология).  
Деймос (от старогръцки: Δείμος – „ужас“) е по-малкият и по-отдалечен естествен спътник на Марс. Деймос има радиус от 6,2 km и обикаля Марс за 30,3 часа. Носи името на бога на ужаса от древногръцката митология Деймос – син на бога на войната Арес и брат на бога на страха Фобос, на когото е кръстен другият спътник на Марс – Фобос. Спътникът е и един от най-малките известни.

## Откриване
Деймос е открит от американския астроном Асаф Хал на 12 август 1877 г.. Хал открил и другия спътник Фобос по същото време.
Имената на спътниците са предложени от Хенри Мейдън (1838 – 1901) – директор на науките в Етонския колеж. Той ги взима от Илиада, песен XV, където Арес призовава Ужас (Деймос) и Страх (Фобос).

## Орбитални характеристики
За Деймос се смята, че е астероид, отклонил се под въздействието на Юпитер към вътрешната част на Слънчевата система и заловен от гравитационното поле на Марс. Формата на Деймос е неправилна – размерите му са приблизително 15×12×10 km. Спътникът е съставен от лед и скала, богата на въглерод, т.е. по състав той е подобен на астероидите от тип C. На повърхността му има кратери, но като цяло повърхността му е загладена поради наличието на реголит, частично запълващ кратерите.
Гледан от Деймос, Марс има около 30 пъти по-голям видим диаметър в сравнение с диаметъра на Луната при пълнолуние и е около 400 пъти по-ярък, като заема 1/11 от небосвода.
Гледан от Марс, Деймос има ъглов диаметър 2,5' и прилича на бързодвижеща се звезда. Най-голямата му яркост е сравнима с яркостта на Венера, наблюдавана от Земята (под ъгъл 1'); в първа четвърт и в последна четвърт спътникът изглежда ярък, колкото Вега.
За разлика от Фобос, Деймос се намира на надстационарна орбита, затова изгрява от изток и залязва на запад. Тъй като орбиталният период на Деймос (30,5 часа) е сравнително близък до периода на околоосното въртене на Марс (24,5 часа), между две последователни изгрявания и залязвания на спътника изминават средно 2,7 дни (гледано от екватора). Поради сравнително ниската орбита на Деймос той не може да бъде наблюдаван на ширини, по-големи от 82,7°.

## Геоложки особености на Деймос
Само на две геоложки образувания на Деймос са дадени имена. Кратерите Суифт и Волтер са наречени на двамата писатели, които са предполагали съществуването на марсиански спътници още преди да бъдат открити.
| Кратер | Наречен на                 | Координати                                      | Диаметър (м) |
| ------ | -------------------------- | ----------------------------------------------- | ------------ |
| Суифт  | Джонатан Суифт             | 12° с. ш. 358° з. д. / 12.5° с. ш. 358.2° з. д. | 1000         |
| Волтер | Франсоа-Мари Аруе (Волтер) | 22° с. ш. 3° з. д. / 22° с. ш. 3.5° з. д.       | 1900         |

## Исторически източници
- ((en)) Робърт Ричардсън, „Ако беше на Марс“, Astronomical Society of the Pacific Leaflets, 4 1943 г. 214
- ((en)) The Observatory (Обсерваторията), 1 1877 г. страница 181
- ((en)) Astronomische Nachrichten, 91 1878 г. страници 11/12
- ((en)) Monthly Notices of the Royal Astronomical Society (Месечни дописки на кралското астрономическо общество), 38 1878 г. страница 205
- ((en)) Astronomische Nachrichten, 92 1878 г. страница 47/48